# Une poignée de gens
Une poignée de gens est un roman d'Anne Wiazemsky paru le 26 août 1998 aux éditions Gallimard et ayant reçu le Grand prix du roman de l'Académie française et le Prix Renaudot des lycéens la même année.

## Résumé
Ce roman raconte l'histoire d'une famille aristocrate de Russie, aux chaudes heures de la Première Guerre mondiale et de la Révolution russe. Vladimir Vassiliev, historien, entre en contact avec Marie Belgorodsky. Il veut lui remettre le Livre du Destin, journal intime tenu par son grand-oncle dont elle ne connaît rien : Wladimir Belgorodsky (surnommé Adichka), prince de Russie aux temps de la révolution. Marie, qui n'était pas intéressée par ses origines ou sa famille, découvre toute l'histoire de ses proches. Elle va également découvrir l'histoire « d'une poignée de gens » qui ont été jetés de son pays par les tragédies l'histoire.

## Éditions
- Une poignée de gens, éditions Gallimard, 1998  (ISBN 2070746763).